# (5572) Bliskunov
(5572) Bliskunov – planetoida z grupy pasa głównego asteroid okrążająca Słońce w ciągu 5 lat i 194 dni w średniej odległości 3,13 j.a. Została odkryta 26 września 1978 roku w Krymskim Obserwatorium Astrofizycznym w Naucznym na Półwyspie Krymskim przez Ludmiłę Żurawlową. Nazwa planetoidy pochodzi od nazwiska krymskiego chirurga ortopedy Aleksandra Iwanowicza Bliskunowa. Przed nadaniem nazwy planetoida nosiła oznaczenie tymczasowe (5572) 1978 SS2.